# Фастович, Борис Иванович
Борис Иванович Фастович (в период жизни во Франции Boris de Faste, Boris de Fas; 6 июня 1891, Феодосия, Российская империя — 1 февраля 1973, XIV округ Парижа) — русско-французский актёр, монтажёр и гримёр, выходец из России. Брат Натальи Кованько, шурин Виктора Туржанского.

## Биография
Родился 6 июня 1891 года[по какому календарю?] в Феодосии, в семье актёров. Окончил Сумской кадетский корпус.
В 1921 году покинул Россию, сев в Ялте на пароход до Константинополя. Через Афины и Италию добрался до Франции.
Обосновавшись в Париже, Борис де Фаст участвовал в съемках как актёр, затем сценарист, помощник режиссёра. Со времени Второй мировой войны не снимался, занимался монтажом и гримом. Принимал участие в фильмах Виктора Туржанского.

## Фильмография

### Актёр
- 1924 — Женщина в маске / La Dame masquée (Франция, режиссёр В. Туржанский) — Робин
- 1924 — Две маски / Les Deux Masques (режиссёр В. Туржанский);
- 1926 — Михаил Строгов / Michel Strogoff — Феофар-хан (режиссёр В. Туржанский) — Феофар-хан
- 1927 — Погружение / En plongée (режиссёр Жак Робер) — Джон
- 1927 — Наполеон / Napoléon (режиссёр Абель Ганс) — Лоэль-Верт
- 1927 — Шахматист / Le Joueur d’échecs (режиссёр Раймон Бернар);
- 1927 — Принцесса Маша / Princesse Masha (Франция, режиссёр Рене Лепранс) — Церем Лама
- 1928 — Мадонна спальных вагонов / La Madone des sleepings (режиссёры Марко де Гастин, Морис Глейз) — Варишкин
- 1928 — Буря / Tempest (США, режиссёры Виктор Туржанский, Сэм Тейлор, Льюис Майлстоун) — коробейник
- 1928 — Спорная женщина / The Woman Disputed (США, режиссёры Сэм Тейлор и Генри Кинг) — Пассерби
- 1928 — Волга-Волга / Wolga Wolga (Германия, режиссёр В. Туржанский) — Ивашка
- 1929 — Диана, история парижанки / Diane, Die Geschichte einer Pariserin (Германия, режиссёр Эрих Вашнек) — генерал Гагарин
- 1929 — Манолеско — король авантюристов / Manolescu, der König der Hochstapler (Германия, режиссёр В. Туржанский);
- 1929 — Корабль потерянных душ / Le Navire des hommes perdus (Франция-Германия, режиссёр Морис Турнёр);
- 1929 — Земля без женщины / Terre sans femme (режиссёр Кармине Галлоне) — капитан «Гастингса»
- 1930 — Женщина на одну ночь / La Femme d’une nuit (режиссёр Марсель Л’Эрбье) — портье
- 1930 — Забавы императрицы (Жизнь и приключения Екатерины I) — царевич Алексей / Ring of the Empress, The Spielereien einer Kaiserin (Германия, режиссёр Владимир Стрижевский);
- 1930 — Святые три колодца / Die heiligen drei Brunnen (режиссёр Марио Бонар) — Луис
- 1934 — Человек с разбитым ухом / L’Homme à l’oreille cassée (режиссёр Робер Будриоз) — Гарок

### Сценарист
- 1926 — Михаил Строгов / Michel Strogoff (режиссёр В. Туржанский, Германия, Франция);
- 1933 — Ординарец / L’Ordonnance (режиссёр В. Туржанский, Франция);
- 1934 — Волга в пламени / Volga en flammes (режиссёр В. Туржанский, Франция, Чехословакия); также выступил как помощник режиссёра.

### Монтажёр
- 1933 : Ординарец / L’Ordonnance;
- 1934 : Битва / La Bataille (режиссёр Николя Фарка);
- 1935 : Очи чёрные / Les Yeux noirs (режиссёр В. Туржанский);
- 1937 : Ложи Нины Петровны / Le Mensonge de Nina Petrovna (режиссёр В. Туржанский);
- 1938 : Андриен Лекуврер / Adrienne Lecouvreur (режиссёр Марсель Л’Эрбье).

### Художник по гриму
Более 20 фильмов с 1927 по 1967 годы. Последняя работа — фильм «Искатели приключений» Робера Энрико.